# Sveti Naum
Sveti Naum (bolgarsko in makedonsko Свети  Наум Преславски/Охридски, Sveti Naum Preslavski/Ohridski) je bil srednjeveški bolgarski pisec, prosvetitelj, eden od sedmih apostolov  Prvega bolgarskega cesarstva in misijonar med Slovani, * okrog 830, † 23. december 910.
Bil je učenec svetih Cirila in Metoda in soustvarjalec glagolice in cirilice in soustanovitelj literarne šole v Pliski. Pravoslavna cerkev  ga časti kot svetnika.

## Življenje
Podatki o njegovi mladosti so zelo skopi. Po hagiografiji svetega Klimenta Ohridskega, ki jo je napisal Teofilakt Ohridski, in nekaj drugih virih je bil Naum član zgodovinske misije v Velikomoravsko leta 863, v kateri so bili  sveta Ciril in Metod, Kliment Ohridski, Angelarij, Gorazd in drugi slovanski misijonarji.

### Velikomoravska in Spodnja Panonija
Naslednjih 22 let je delal s Cirilom in Metodom in drugimi misijonarji na prevajanju Svetega pisma v staro cerkveno slovanščino (staro bolgarščino) in ga širil po Velikomoravski in Spodnji Panoniji. Leta 867 ali 868 je v Rimu postal duhovnik. Za potrebe misijonov na Moravskem so misijonarji sestavili glagolsko pisavo, prvo, ki je izpolnjevala specifične potrebe slovanskega jezika. Njena naslednica cirilica se še vedno uporablja v številnih jezikih. Misijonarji so zapisali tudi prvi slovanski zakonik, Zakon sudni ljudem, ki se je uporabljal v Velikomoravski kneževini.  Misijonarskemu delu, zlasti poskusom uvedbe slovanskega bogoslužja,  je nasprotovala nemška duhovščina. 
Do leta 885 sta umrla oba glavna pokrovitelja misijonarjev, Rastislav Moravski in knez Kocelj Panonski. Umrla sta tudi Ciril in Metod in nemška duhovščina je postajala vedno bolj sovražna. Po krajši ječi zaradi spora z nemško duhovščino so se Naum in nekaj misijonarjev umaknili v Bolgarijo.

### Bolgarija
Leta 886 je guverner Beograda, ki  je bil takrat bolgarski, sprejel izgnane Cirilove in Metodove učence. V Bolgariji je vladal knez Boris I., ki se je leta 864 spreobrnil v krščansko vero. Po pokristjanjenju Bolgarov so vse verske obrede opravljali bizantinski duhovniki v grškem jeziku. V  strahu pred naraščajočim vplivom Bizantincev je Boris kot eno od sredstev za ohranitev politične  neodvisnosti Bolgarije videl uvedbo stare cerkvene slovanščine. V ta namen je ustanovil dve literarni akademiji, na katerih so teologijo poučevali v domačem jeziku. Ena od njiju je bila v prestolnici Pliski, druga pa v Ohridu v pokrajini Kutmičevici v sedanji jugozahodni Makedoniji. Razvoj književnosti v starem cerkvenem slovanskem jeziku je preprečil asimilacijo bolgarske kukture s sosednjimi kulturami in pospešil nastajanje prepoznavne bolgarske identitete. Naum, Kliment Ohridski, Angelarij in morda Gorazd (po nekaterih virih je bil Gorazd takrat že mrtev) so se preselili v Plisko in v Bolgariji preživeli naslednjih petindvajset let. Naum je bil eden od ustanoviteljev literarne šole v Pliski, v kateri  je delal od leta 886 do 893. Najbolj zanesljiv primarni vir podatkov o dejavnostih v tedanji Pliski je Skazanie o pismeneh (Сказание о писменех, Razprava o pisavi), razprava o  slovanski književnosti v stari cerkveni slovanščini, ki je bila napisana verjetno kmalu po letu 893 in poziva k ustvarjenju enotne slovanske pisave. 
Knez Simeon I. Bolgarski, ki je na prestol prišel leta 893, je sklical cerkveni zbor v novi prestolnici Preslav, na katerem je bil Kliment imenovan za škofa Drembice in Velike. Na Klimentovo mesto v Ohridu je imenoval Nauma, ki je do takrat deloval v Preslavu. Naum je nadaljeval Klimentovo delo v Ohridu, drugem najpomembnejšem središču slovanskega poučevanja. V teh letih so v preslavski literarni šoli, morda na Naumovo pobudo, glagolico preoblikovali v cirilico.
Naum je leta 910 na obali Ohridskega jezera ustanovil samostan, ki je kasneje dobil njegovo ime. V njem je leta 910 umrl in Kliment je sprožil postopek za njegovo kanonizacijo. Naum je postal prvi bolgarski svetnik.

## Zanimivost
Po svetem Naumu se imenuje St. Naum Peak na Livingstonovem otoku  v Južnih šetlandskih otokih na Antarktiki.